# Ian Affleck
Ian Keith Affleck (Vancouver, 2 de julio de 1952-4 de octubre de 2024) fue un físico canadiense especializado en física de la materia condensada. Fue profesor en el departamento de física y astronomía de la Universidad de Columbia Británica.

## Biografía
Nacido en Vancouver en 1952, es graduado de la Universidad Trent y la Universidad de Harvard. Actualmente estudia aspectos teóricos de la física de la materia condensada, incluida la superconductividad de alta temperatura, el magnetismo de baja dimensión, los puntos cuánticos y los cables cuánticos.
Ha hecho muchas contribuciones importantes a la física teórica y matemática. Comenzó su carrera en la teoría de altas energías (HEP) y ha aplicado con éxito muchas técnicas desde HEP a materia condensada. En particular, ha aplicado técnicas de teoría de campos conformes al magnetismo de baja dimensión, los efectos Kondo y los problemas de impurezas cuánticas. Al hacerlo, le gusta encontrar "soluciones matemáticamente elegantes" a los problemas. También es miembro del Programa de Superconductividad y del Programa de Cosmología y Gravedad del CIFAR.
Posee numerosos premios, incluida la Medalla CAP de 2006 a la trayectoria y la Medalla DCMMP Brockhouse de 2014. Fue elegido miembro de la Sociedad Estadounidense de Física en 2002 y miembro de la Royal Society en 2010.